# Vương cung thánh đường Thánh Gia, Nairobi
Nhà thờ chính tòa Vương cung thánh đường Thánh Gia tại Nairobi hay được biết đến là Nhà thờ chính tòa Nairobi là một nhà thờ Giáo hội Công giáo dành cho Thánh Gia nằm tại Quảng trường thành phố Nairobi, thủ đô của Kenya. Vương cung thánh đường này cũng chính là trụ sở và là ngai tòa giám mục của Tổng giáo phận Nairobi.

## Lịch sử
Giáo đoàn của nhà thờ ban đầu bao gồm cả các công nhân xây dựng đường sắt tại một trại gần đó, khu vực mà sau đó trở thành Ga đường sắt Nairobi, nhà ga đường sắt đầu tiên của Nairobi. Dưới sự quản lý của Cha Josaphat, một nhà thờ đã được giao phó xây dựng vào năm 1904. Với sức chứa 300-400 người, đây là công trình bằng đá đầu tiên của Nairobi.
Tổng giám mục đầu tiên của Nairobi là John Joseph McCarthy, ngài được bổ nhiệm vào năm 1953 và phục vụ cho đến năm 1971 khi ngài nghỉ hưu. Dorothy Hughes, một nữ kiến trúc sư người Kenya gốc Anh đã thiết kế tòa nhà hiện đại vào năm 1960 và công trình được xây dựng bởi Mowlem, một trong số những công ty xây dựng dân dụng lớn nhất Anh Quốc. Nhà thờ hiện đại có kính màu và khung thép không gỉ, đặc biệt là có cả các chi tiết làm từ đá cẩm thạch Carrara. Nhà thờ có sức chứa 3.000-4.000 người, gấp mười lần so với sức chứa của nhà thờ ban đầu. Nhà thờ cao 98 feet với một cây thánh giá lớn. Ngoài hai sảnh lớn, nhà thờ còn có 8 nhà nguyện khác nhau. Một thánh đường lớn với ban thờ chính là nơi có một cây thánh giá với hình ảnh Chúa Giêsu và hai ban thờ nhỏ hơn.
Nhà thờ được Giáo hoàng Gioan Phaolô II ghé thăm vào năm 1980 và được chỉ định là một vương cung thánh đường vào ngày 15 tháng 2 năm 1982. Đức Giáo hoàng cũng đã hai lần cầu nguyện tại đây vào các năm 1985 và 1995. Tòa nhà hành chính tổng giám mục mới được xây dựng bởi Công ty xây dựng Trung Hưng Trung Quốc vào năm 2011.

## Vai trò
Nhà thờ là trụ sở của Tổng giáo phận Nairobi. Tổng giám mục hiện tại là Hồng y John Njue. Tổng giáo phận Nairobi có 4 triệu người, trong đó có 1,6 triệu giáo dân, 4.000 cộng đồng Công giáo được phục vụ bởi 182 giáo sĩ, 8 cơ sở giáo dục cấp đại học và một số nơi diễn ra các khóa tu.

## Hình ảnh

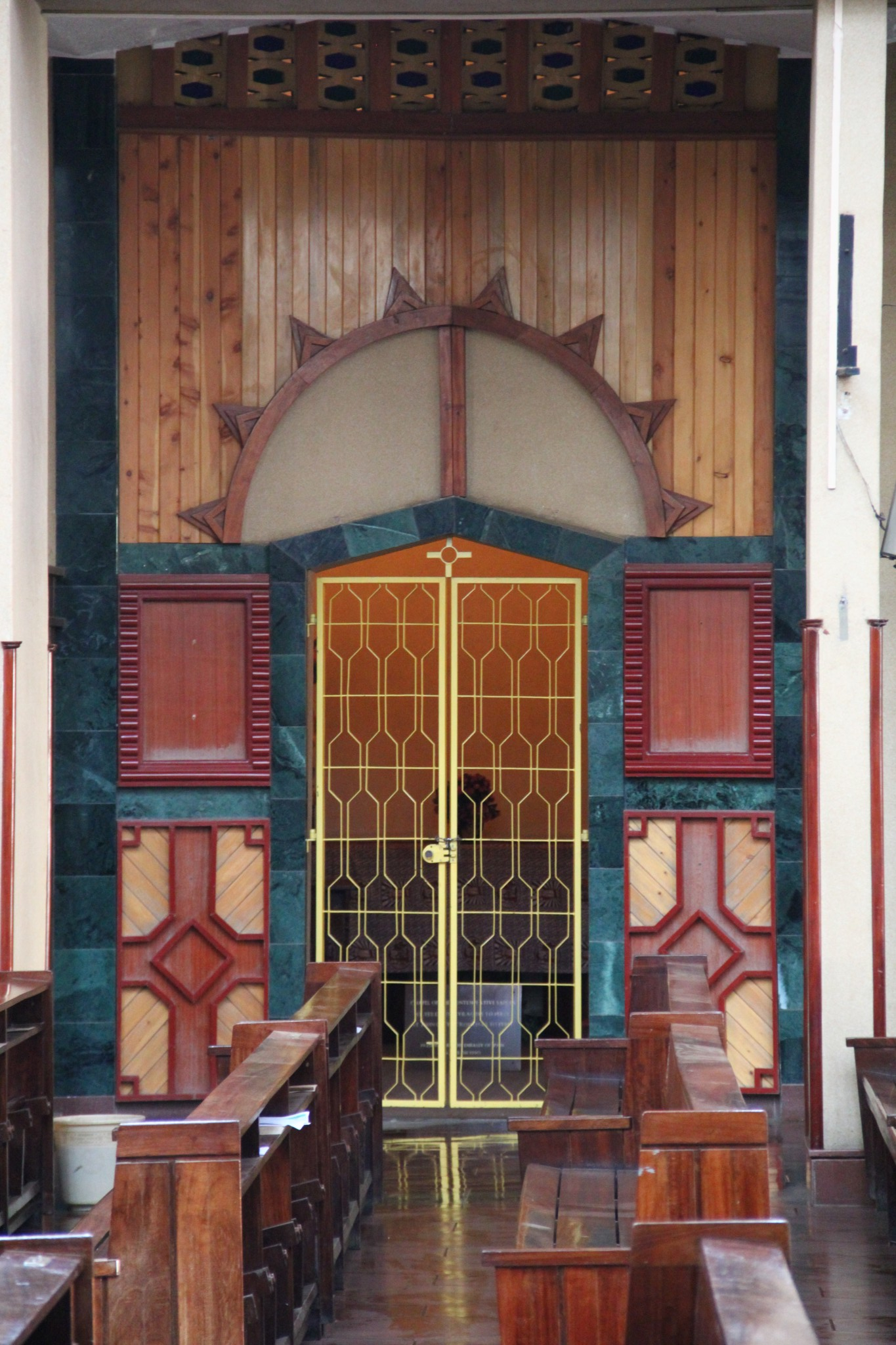
Nhà nguyện
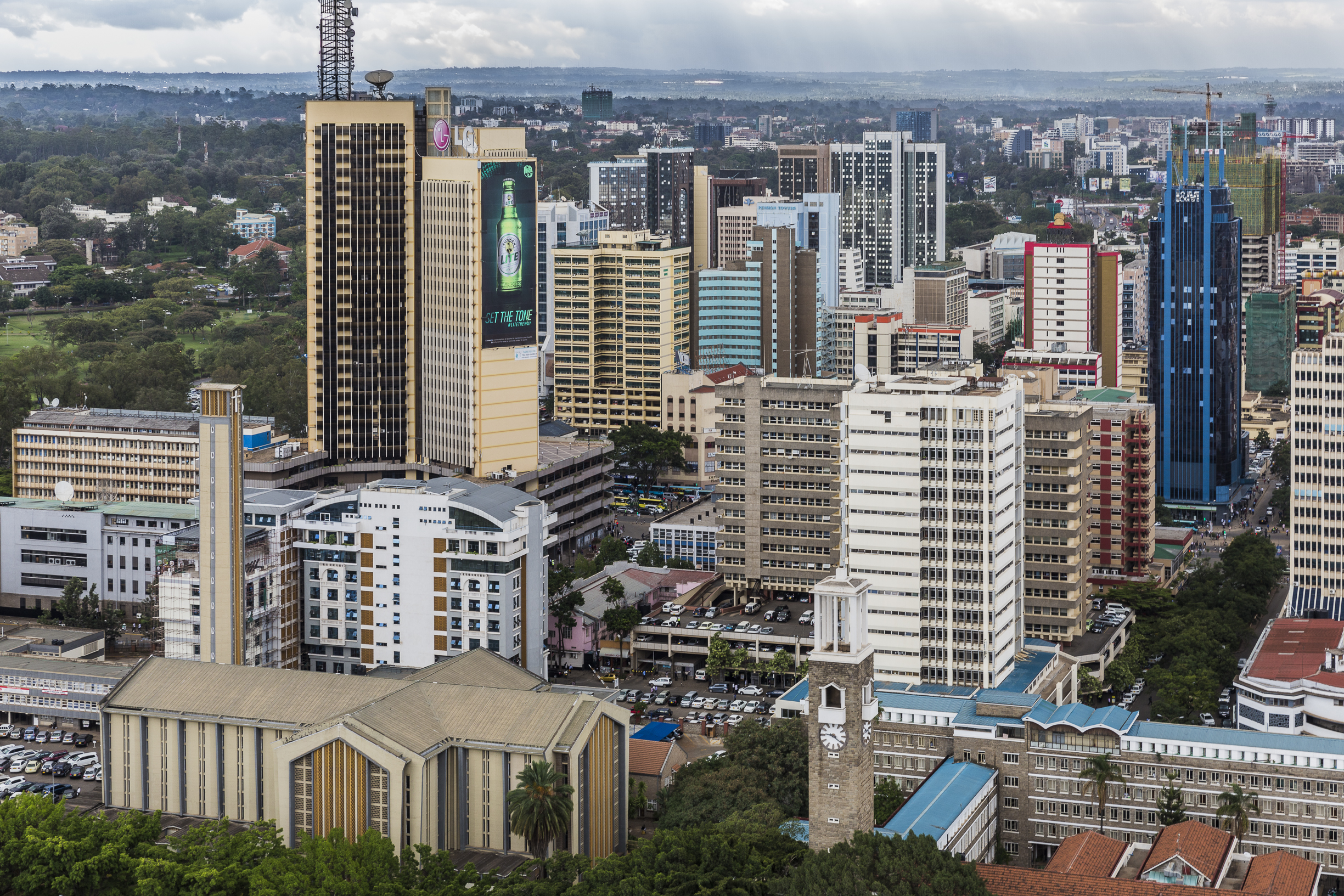
Trung tâm Nairobi bao gồm Vương cung thánh đường
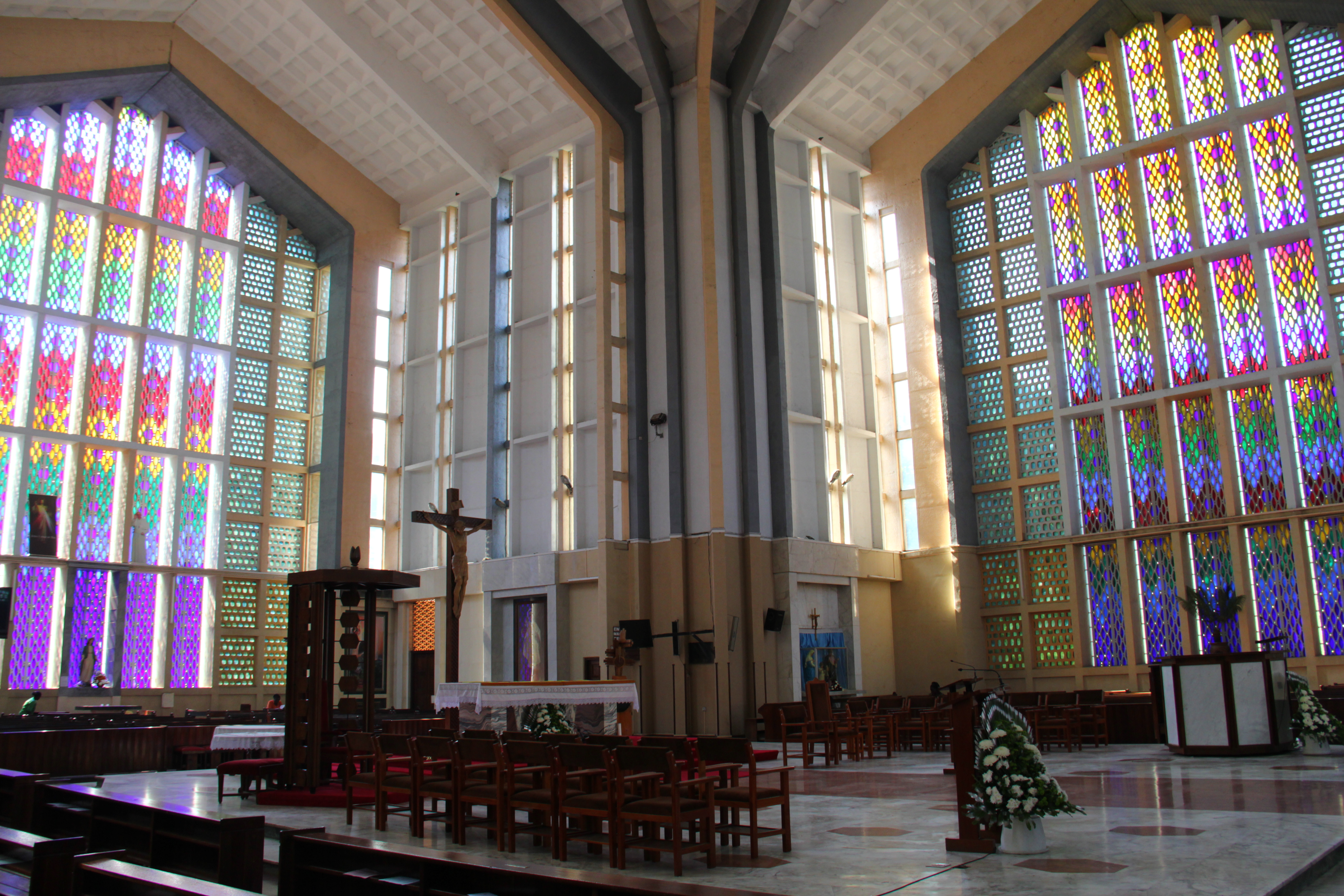
Bên trong nhà thờ
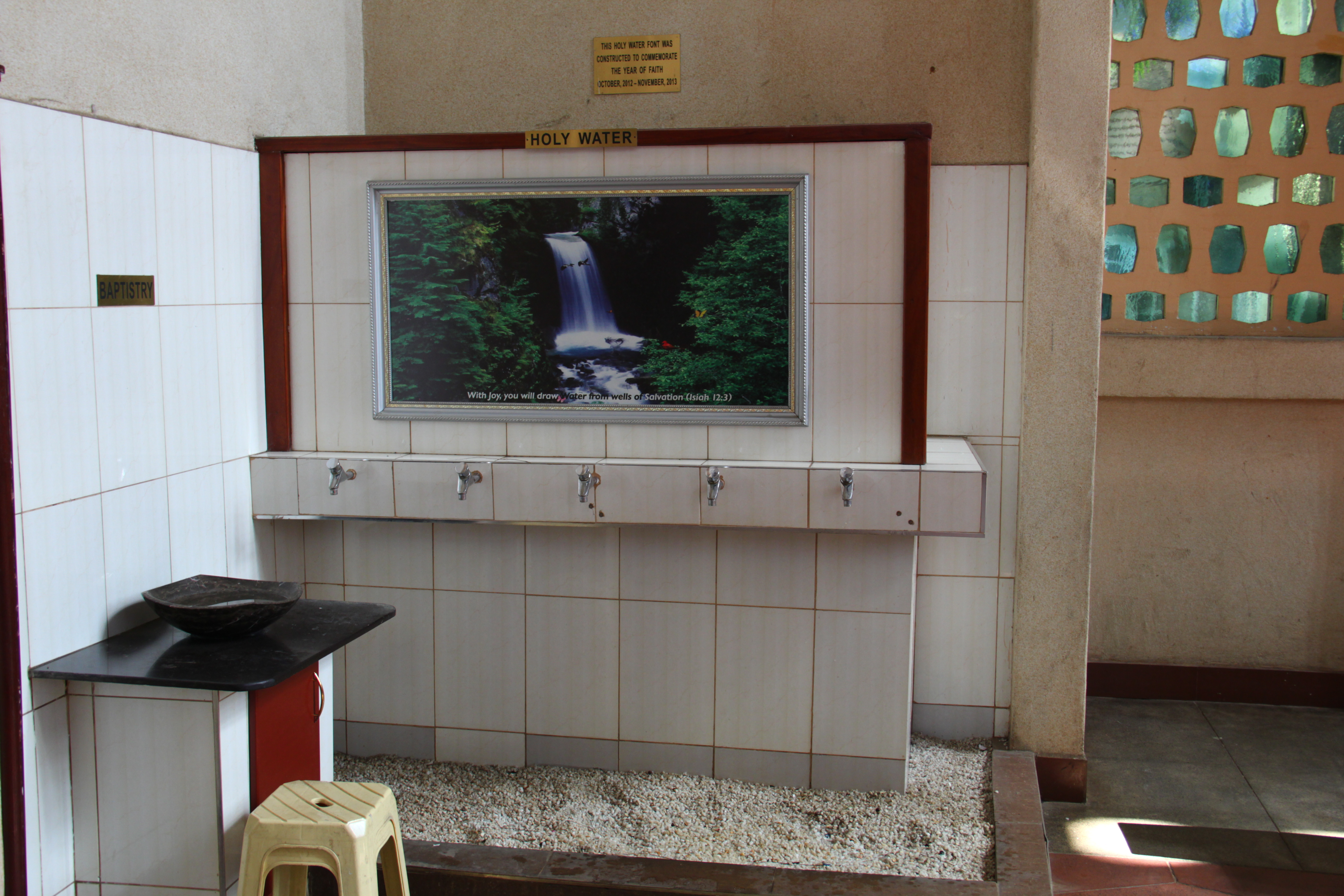
Nước thánh và phòng rửa tội
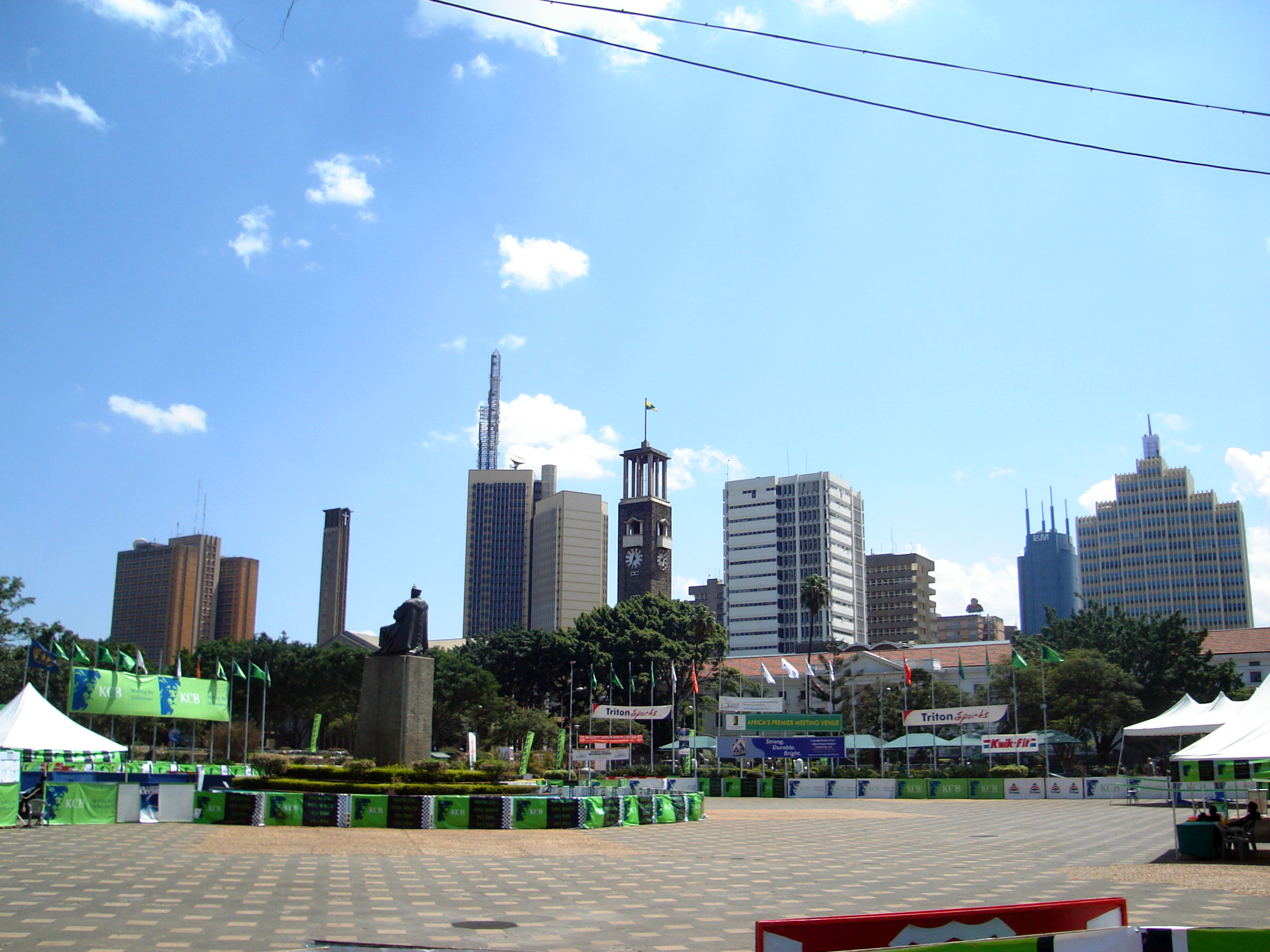
Nhà thờ nhìn từ Trung tâm hội nghị Quốc tế Kenyatta